# 敘利亞高原 (火星)
敘利亞高原是火星表面的一個寬廣高原，是塔爾西斯地區的一部分。它位於塔爾西斯隆起的頂峰，並且是火星歷史中火山和地殼構造活動中心。科學家已經證實該區域存在低盾狀火山。